# Wereldkampioenschappen schermen 1963
De 18de wereldkampioenschappen schermen werden gehouden in Gdańsk, Polen in 1963. De organisatie lag in de handen van de FIE.

## Medailles

### Mannen
| Onderdeel   | Goud                                                                              | Goud        | Zilver                                                                        | Zilver      | Brons                                                                              | Brons       |
| ----------- | --------------------------------------------------------------------------------- | ----------- | ----------------------------------------------------------------------------- | ----------- | ---------------------------------------------------------------------------------- | ----------- |
| Degen       |                                                                                   |             |                                                                               |             |                                                                                    |             |
| Individueel | Roland Losert                                                                     | Oostenrijk  | Yves Dreyfus                                                                  | Frankrijk   | Goeram Kostava                                                                     | Sovjet-Unie |
| Ploegen     | Bogdan Gonsior Bohdan Andrzejewski Henryk Nielaba Ryszard Parulski Jerzy Strzałka | Polen       | Jacques Guittet Armand Mouyal Claude Bourquard René Queyroux Yves Dreyfus     | Frankrijk   | Árpád Bárány Tamás Gábor István Kausz Győző Kulcsár Zoltán Nemere                  | Hongarije   |
| Floret      |                                                                                   |             |                                                                               |             |                                                                                    |             |
| Individueel | Jean-Claude Magnan                                                                | Frankrijk   | Ryszard Parulski                                                              | Polen       | Egon Franke                                                                        | Polen       |
| Ploegen     | Mark Midler Joeri Sjarov Joeri Roedov Viktor Zjdanovitsj German Svesjnikov        | Sovjet-Unie | Witold Woyda Egon Franke Ryszard Parulski Janusz Różycki Henryk Nielaba       | Polen       | Guy Barrabino Jacky Courtillat Daniel Revenu Pierre Rodocanachi Jean-Claude Magnan | Frankrijk   |
| Sabel       |                                                                                   |             |                                                                               |             |                                                                                    |             |
| Individueel | Jakov Rylski                                                                      | Sovjet-Unie | Wladimiro Calarese                                                            | Italië      | Jerzy Pawłowski                                                                    | Polen       |
| Ploegen     | Jerzy Pawłowski Wojciech Zabłocki Andrzej Piątkowski Emil Ochyra Ryszard Zub      | Polen       | Mark Rakita Jakov Rylski Valeriy Tchitnyi Noegzar Asatiani Oemjar Mavlichanov | Sovjet-Unie | Péter Bakonyi Attila Kovács Miklós Meszéna Tibor Pézsa József Scerencses           | Hongarije   |

### Vrouwen
| Onderdeel   | Goud                                                                                                | Goud        | Zilver                                                                                     | Zilver    | Brons                                                                                     | Brons     |
| ----------- | --------------------------------------------------------------------------------------------------- | ----------- | ------------------------------------------------------------------------------------------ | --------- | ----------------------------------------------------------------------------------------- | --------- |
| Floret      | |             |                                                                                            |           |                                                                                           |           |
| Individueel | Ildikó Rejtő                                                                                        | Hongarije   | Lidia Sákovits-Dömölky                                                                     | Hongarije | Katalin Juhász                                                                            | Hongarije |
| Ploegen     | Galina Gorochova Aleksandra Zabelina Alla Sjepeleva Diana Nikantsjikova Tatjana Petrenko-Samoesenko | Sovjet-Unie | Ildikó Rejtő Lidia Sákovits-Dömölky Katalin Juhász Magdolna Nyári-Kovács Katalin Szalontay | Hongarije | Irene Camber Maria Angela Fissone Giulia Lorenzoni Bruna Colombetti Antonella Ragno-Lonzi | Italië    |

## Medaillespiegel
| Plaats | Land        | Goud | Zilver | Brons | Totaal |
| 1      | Sovjet-Unie | 3    | 1      | 1     | 5      |
| 2      | Polen       | 2    | 2      | 2     | 6      |
| 3      | Hongarije   | 1    | 2      | 3     | 6      |
| 4      | Frankrijk   | 1    | 2      | 1     | 4      |
| 5      | Oostenrijk  | 1    | 0      | 0     | 1      |
| 6      | Italië      | 0    | 1      | 1     | 2      |
| Totaal | Totaal      | 8    | 8      | 8     | 24     |

1937 · 1938 · 1947 · 1948 · 1949 · 1950 · 1951 · 1952 · 1953 · 1954 · 1955 · 1956 · 1957 · 1958 · 1959 · 1961 · 1962 · 1963 · 1965 · 1966 · 1967 · 1969 · 1970 · 1971 · 1973 · 1974 · 1975 · 1977 · 1978 · 1979 · 1981 · 1982 · 1983 · 1985 · 1986 · 1987 · 1988 · 1989 · 1990 · 1991 · 1992 · 1993 · 1994 · 1995 · 1997 · 1998 · 1999 · 2000 · 2001 · 2002 · 2003 · 2004 · 2005 · 2006 · 2007 · 2008 · 2009 · 2010 · 2011 · 2012 · 2013 · 2014 · 2015 · 2016 · 2017 · 2018 · 2019 · 2022 · 2023